# Бабка (приток Сылвы)
Ба́бка — река в Пермском крае России, левый приток Сылвы. Течёт по территории Кунгурского и Пермского районов. Устье реки расположено в 21 км по левому берегу Сылвы, ниже города Кунгура.
Высота устья — 109,8 м над уровнем моря. Высота истока — 309 м над уровнем моря.
Длина — 162 км, общая площадь водосбора — 2090 км², средняя высота водосбора — 233 м. Средний уклон — 0,9 м/км.

## Этимология
В Кунгурских писцовых книгах Михаила Кайсарова (1623—1624) река упоминается под названием Бабья: «А вотчина их речка Бабья от вершины до устья до реки Сылвы по обе стороны на сорок вёрст…».
Основа названия может восходить к тюрк. баба́ — «отец», впоследствии ударение могло измениться под влиянием русского слова ба́ба.

## Притоки
- 7,3 км: Шадейка
- 23 км: Юмыш
- 27,5 км: Сафонов Ключ
- 42 км: Юмыш
- 47 км: Курашимовка
- 51 км: Платошинка
- 57 км: Куштанка
- 62 км: Юг
- 86 км: Бырма
- 105 км: Кулешовка
- 109 км: Бизярка
- 110 км: Сухобизярка
- 118 км: Елымовка
- 122 км: Солянка
- 130 км: Котловка
- 134 км: Гаревка

## Географические особенности
Берега Бабки большей частью низкие, местами имеются сложенные гипсами возвышенности. Бабка протекает, главным образом, в районе пермских медистых песчаников, на базе которых были построены небольшие медеплавильные заводы: Аннинский, Бымовский, Бизярский.
В нижнем течении находится район гипсовых скал, в котором идет добыча алебастра.
В верховьях реки и притоках водится хариус, в нижнем течении — щука, язь, голавль, окунь, сорога и другие породы рыб. На вырубках по берегам большие малинники, на полянах и угорах растет земляника.